# Oliver Brand
Oliver Brand (* 11. April 1974 in Bielefeld) ist ein deutscher Rechtswissenschaftler. Er forscht vornehmlich auf den Gebieten des Versicherungs- und Haftungsrechts sowie des Medizinrechts und des Rechts der Digitalisierung. Seit 2009 ist er Inhaber des Lehrstuhls für Bürgerliches Recht, Privatversicherungsrecht, Wirtschaftsrecht und Rechtsvergleichung an der Universität Mannheim.

## Leben
Brand wurde 1974 in Bielefeld geboren. Er studierte ab 1993 Rechts- und Politikwissenschaften an der Westfälischen Wilhelms-Universität Münster, wo er 1998 die erste Staatsprüfung ablegte und 2000 über „Das Internationale Zinsrecht Englands“ promovierte. 2001 bestand er das Assessorexamen vor dem LJPA Düsseldorf und wurde wissenschaftlicher Assistent an der Heinrich-Heine-Universität Düsseldorf. 2005 erwarb er den Grad eines „Master of Laws“ an der University of Cambridge/Vereinigtes Königreich. 2008 habilitierte er sich als Schüler von Petra Pohlmann wiederum in Münster. Noch im selben Jahr übernahm er eine Lehrstuhlvertretung in Mannheim, wo er 2009 einen Ruf auf den vertretenen Lehrstuhl erhielt. 2013 wurde Brand für sein Lehrkonzept „Recht Schaffen“ der Landeslehrpreis Baden-Württemberg im Bereich Universitäten verliehen. Einen Ruf an die Leibniz-Universität Hannover (2018) lehnte er ab. Seit 2019 ist Brand Direktor des Instituts für deutsches, europäisches und internationales Medizinrecht, Gesundheitsrecht und Bioethik der Universitäten Heidelberg und Mannheim.
Im März 2022 ist er in den Vorstand des Deutschen Vereins für Versicherungswissenschaft gewählt worden und 2023 in das oberste Entscheidungsgremium (Presidential Council) der Internationalen Vereinigung für Versicherungsrecht (Association Internationale de Droit de Assurance).

## Schriften (Auswahl)
- Das Internationale Zinsrecht Englands. Mohr Siebeck, Tübingen 2002 (Dissertation)
- Schadensersatzrecht. Beck, München, 3. Aufl. 2021, ISBN 978-3-406-77119-4
- Versicherungsaufsichtsgesetz (Kommentar). Nomos, Baden-Baden, 2. Aufl. 2024, ISBN 978-3-8487-8609-1